# GNU Debugger
 For alternative betydninger, se GDB.
GNU Debugger, normalt bare kaldet GDB og navngivet gdb som en udførbar fil, er standard debugger for GNU operativsystemet. Men dens brug er ikke kun begrænset til GNU operativsystemet; GDB er en portable debugger som kan køre på mange Unix-lignende systemer og virker med mange programmeringssprog, inklusiv Ada, C, C++, Objective-C, Free Pascal, Fortran, Java

og delvis andre.